# Fußball-Bundesliga 2001-2002 (Austria)
L'edizione 2001-02 del campionato di calcio della Bundesliga vide la vittoria finale del Tirol Innsbruck, che tuttavia clamorosamente fallì per l'eccessivo sforzo finanziario sostenuto. La UEFA concesse graziosamente di sostituire il club in Champions League.
Capocannoniere del torneo fu Ronald Brunmayr (Grazer AK), con 28 reti.

## Classifica finale
|     | Classifica            | G  | V  | N  | P  | GF | GS | Pt |
| --- | --------------------- | -- | -- | -- | -- | -- | -- | -- |
| 1.  | Tirol Innsbruck       | 36 | 23 | 6  | 7  | 63 | 20 | 75 |
| 2.  | Sturm Graz            | 36 | 18 | 11 | 7  | 68 | 42 | 65 |
| 3.  | Grazer AK             | 36 | 17 | 12 | 7  | 69 | 39 | 63 |
| 4.  | Austria Vienna        | 36 | 14 | 11 | 11 | 53 | 38 | 53 |
| 5.  | Kärnten               | 36 | 14 | 8  | 14 | 40 | 52 | 50 |
| 6.  | Austria Salisburgo    | 36 | 13 | 10 | 13 | 42 | 40 | 49 |
| 7.  | Schwarz-Weiß Bregenz  | 36 | 12 | 9  | 15 | 51 | 70 | 45 |
| 8.  | Rapid Vienna          | 36 | 11 | 10 | 15 | 37 | 49 | 43 |
| 9.  | Ried                  | 36 | 9  | 9  | 18 | 37 | 54 | 36 |
| 10. | Admira Wacker Mödling | 36 | 3  | 6  | 27 | 25 | 81 | 15 |

### Verdetti
- Tirol Innsbruck Campione d'Austria 2001-02.
- Nessuna retrocessione a causa della bancarotta del Tirol Innsbruck. Verrà fondata una nuova società, il Wacker Tirol, che ripartirà dalla Regionalliga. Lo Sturm andò in Champions al suo posto.